# Костел Святого Войцеха (Краків)
Костел Свято́го Во́йцеха (пол. Kościół św. Wojciecha) — римо-католицький храм у центрі Кракова, розташований у Старому Місті на Площі Ринок. Один із найменших, а також із найдавніших костелів міста, походить з XI століття. Первинно був споруджений у романському стилі, проте в XVII і XVIII століттях перебудований у стилі бароко.
Названий ім'ям святого Войцеха — єпископа-місіонера із Чехії, який, за традицією, проголошував у цьому місці проповіді дорогою до Пруссії (нині — північні терени Польщі), куди був посланий, щоб охрестити її мешканців. Там зазнав мученицької смерті й став першим покровителем Польщі. Впродовж віків костел був місцем проголошення Божого Слова, 1453 року при ньому говорив проповіді святий Ян Капістран, великий проповідник Середньовіччя.
У головному вівтарі є образ Матері Божої — копія римської ікони Матері Божої Salus Populi Romani.

## Історія
Згідно з традицією, на місці, де нині розташований костел, провадив проповіді святий Войцех. На пам'ять про це було споруджено дерев'яну церкву. Під час археологічних розкопок виявлені залишки попередньої будівлі, зокрема цегла, котра походить з рубежу X та XI століть. Нинішня романська святиня постала в 2-й половині XI століття — на початку XII століття. У 1404 році завдяки єпископу Петру Вишову Радолінському храм став парафіяльним для Університету. На початку XVII століття після значної реконструкції будівля набула барокового вигляду: було піднято стіни, цілу споруду накрили куполом, романські стіни поштукатурено, а також зроблено новий вихід із західної сторони. Реконструкцією керував професор Валентій Фонтана, а також о. Себастьян Мірош. У 1711 році добудовано захристя, а 1778 — каплицю блаженного Вінцента Кадлубека.
Будівля однонавна, накрита еліптичним куполом, з прямо закритим вівтарем. До нави прилягають дві ніші (пастофорія). З півночі до храму прилягає захристя у формі, наближеній до напівкруглої апсиди, з півдня — прямокутна каплиця Кадлубека. Перед входом до костелу — пізньобароковий портал (2 половина XVIII століття). Оформлення інтер'єру — барокове, походить з II пол. XVIII століття. Над головним вівтарем є ікона Богородиці Маджоре з XVII століття. Купол був поліхромований у недавньому часі Евгеніушем Чухорським.
У підземеллі розташована музейна експозиція, присвячена історії Площі Ринок.

## Галерея

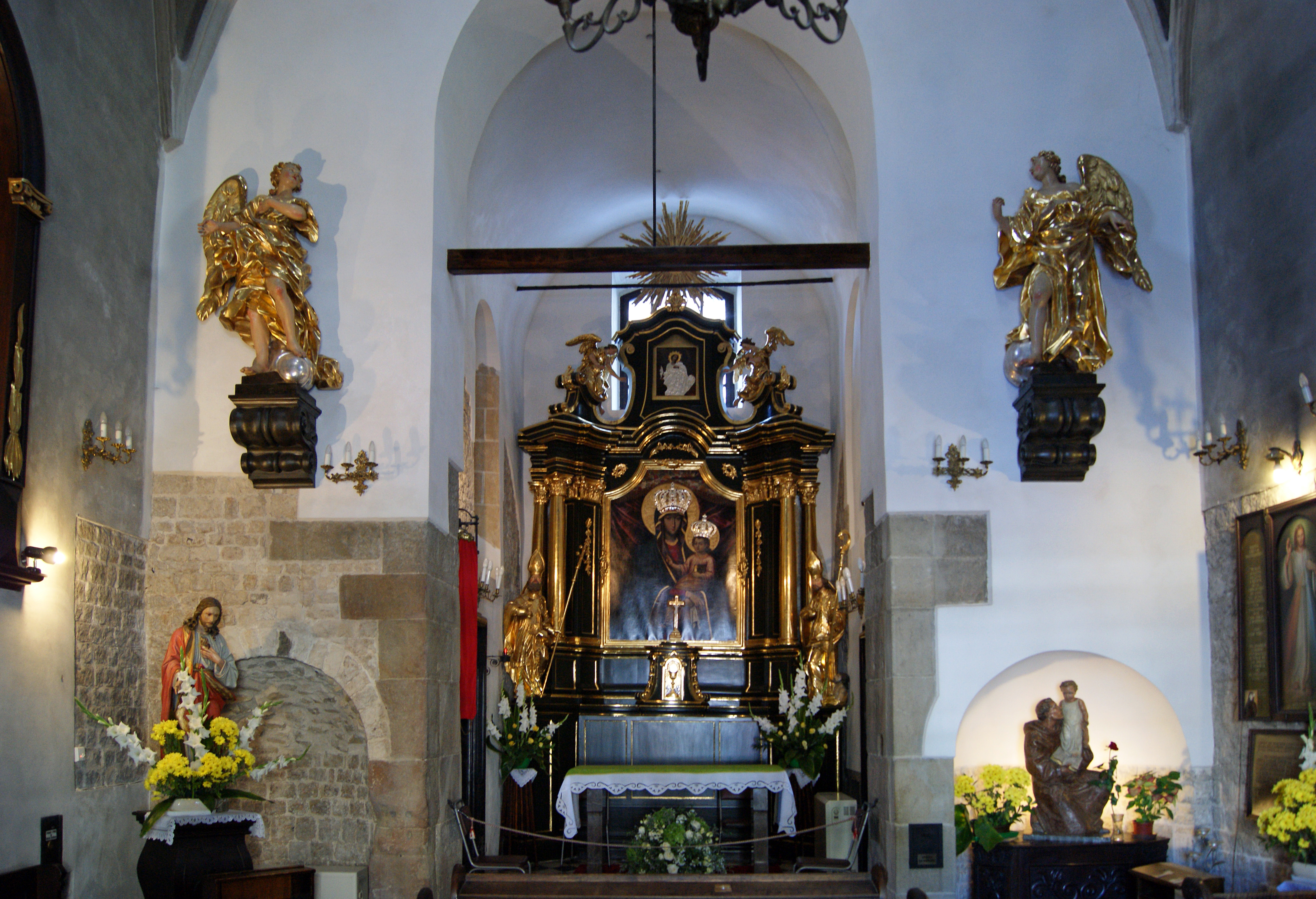
Всередині церкви
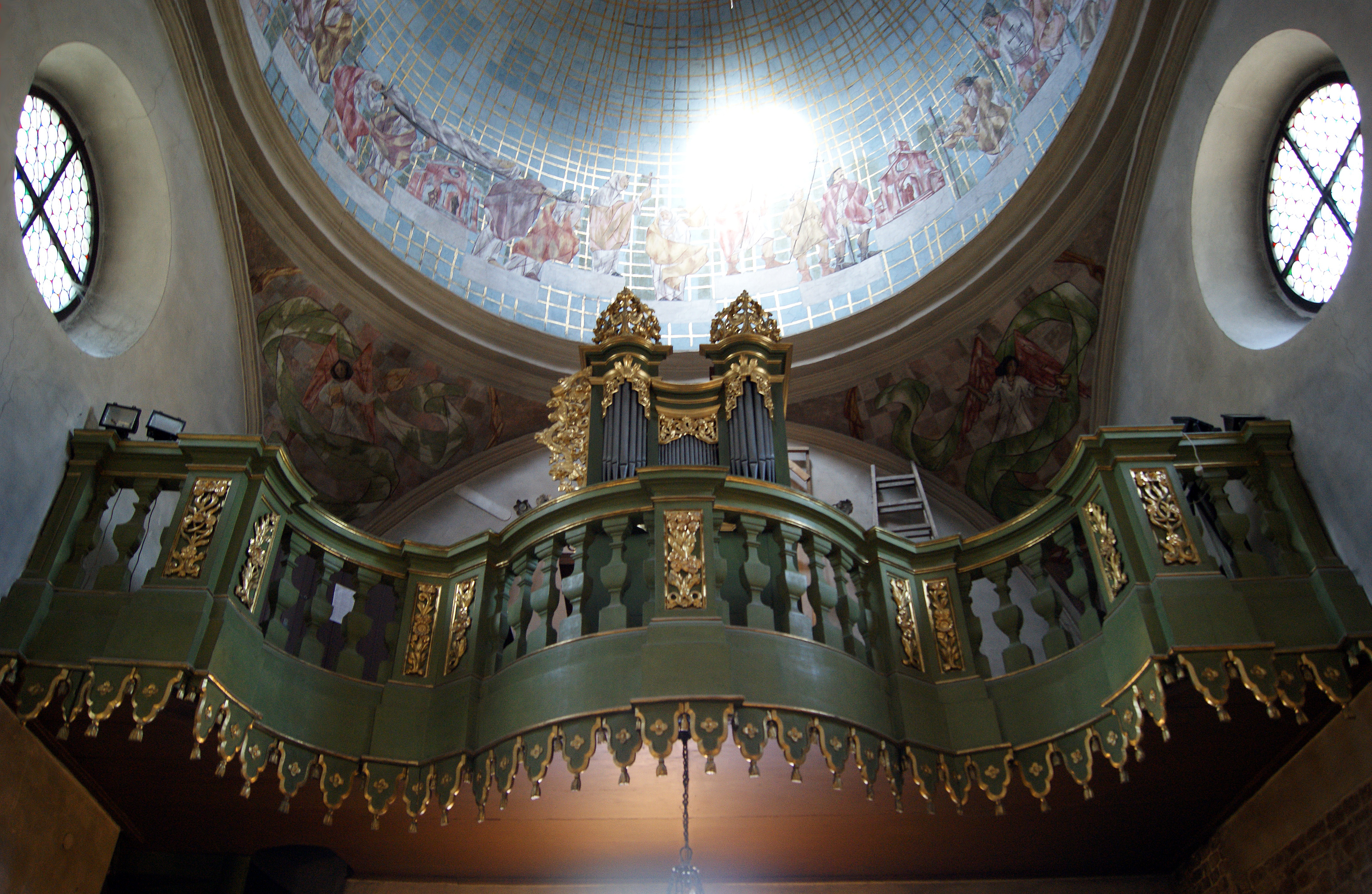
Хор і орган
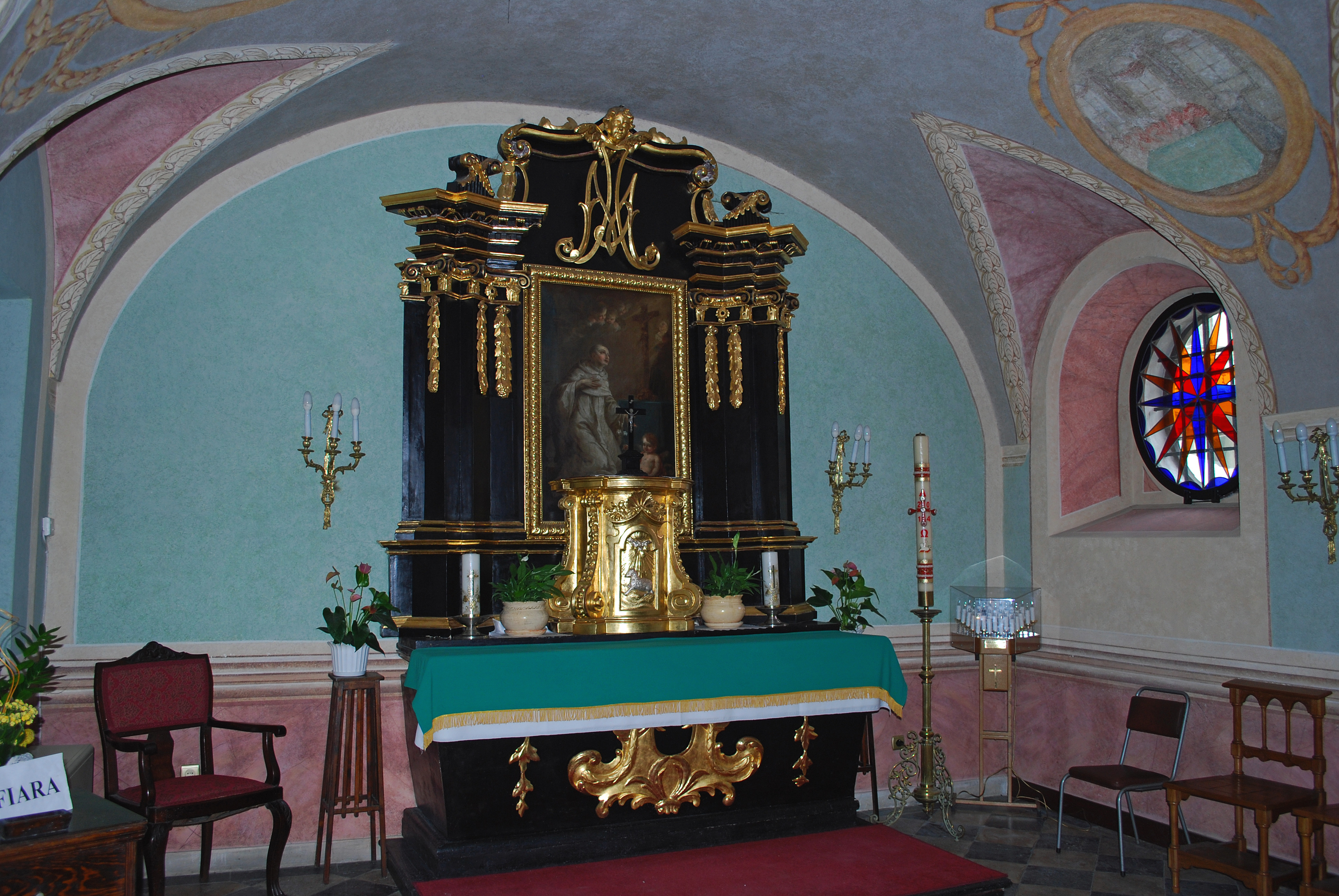
Каплиця блаженного Вінсента Кадлубка